# IC 4605

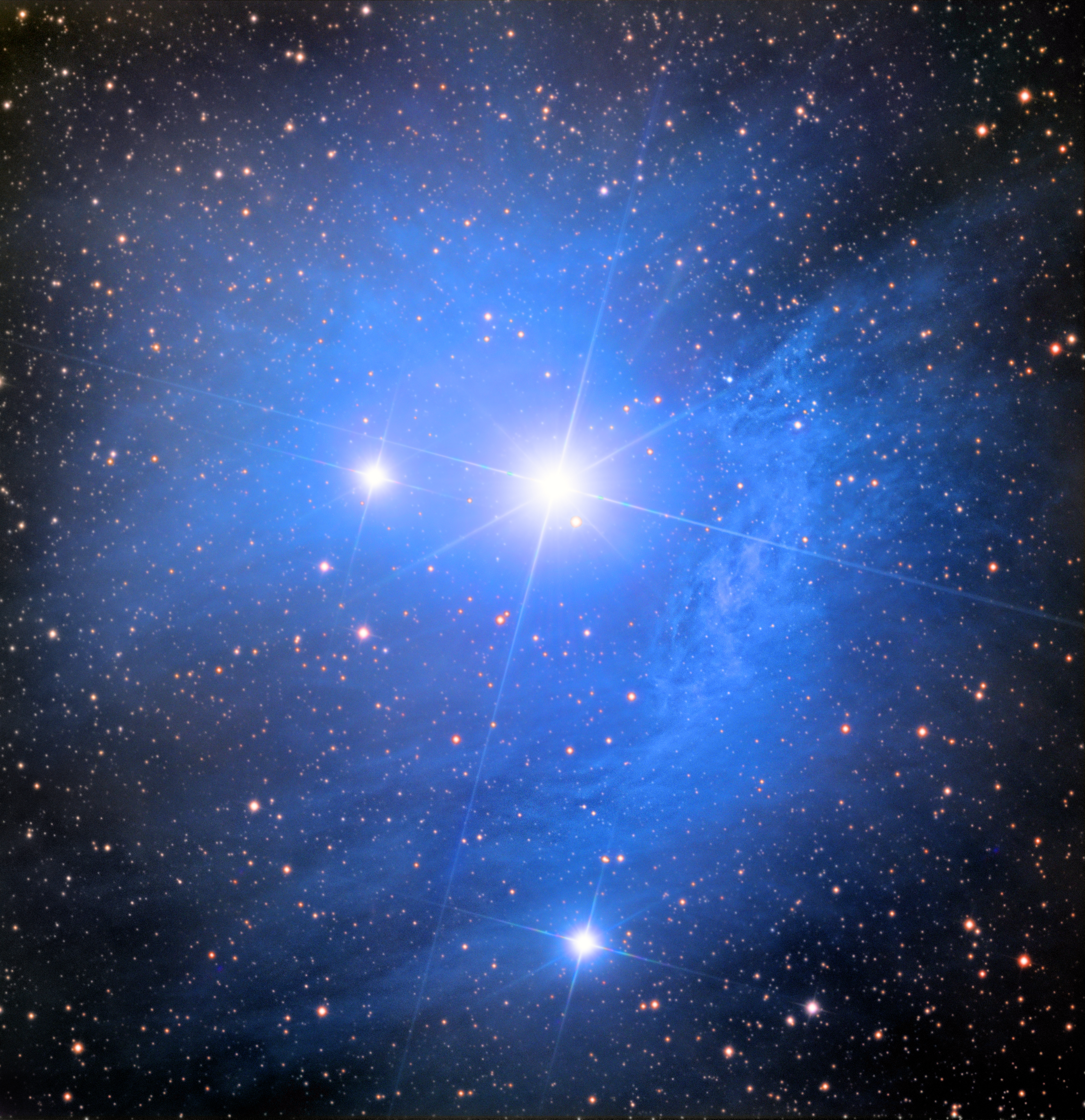
IC 4605 ripreso dal Telescopio Schulman da 32 pollici sul Monte Lemmon (USA).

IC 4605 è una nebulosa a riflessione visibile nella costellazione dello Scorpione.
Si individua nella parte settentrionale della costellazione, poco più di 1° a nord della rossa stella Antares; si tratta di una parte dei gas della Nube di Rho Ophiuchi che appare illuminata dalla radiazione della stella i Scorpii, nota anche come HD 148605, una giovane stella azzurra di sequenza principale di classe spettrale B3V. L'intensità della radiazione ricevuta dai gas è insufficiente per ionizzare le sue molecole, così la nube si limita a riflettere la luce della stella, apparendo anch'essa di colore azzurro. Il legame fisico fra la stella e la Nube di Rho Ophiuchi è provata anche dalla misura della sua parallasse, che colloca i Scorpii a una distanza di circa 121 parsec (393 anni luce), paragonabile a quella della nube stessa.
Pochi primi a nordest della stella si estende uno dei due filamenti maggiori della Nube di Rho Ophiuchi, catalogata come LDN 1689; questa nube ospita alcuni oggetti stellari giovani molto studiati, fra i quali spicca la sorgente infrarossa IRAS 16293-2422, coincidente con una stella multipla in formazione.